# Morti l'11 giugno
| Questa pagina contiene informazioni ricavate automaticamente dalle voci biografiche con l'ausilio del template Bio e di un bot. L'aggiornamento è periodico e automatico e ricostruisce completamente la pagina. Se manca una persona in questa lista, sei pregato di non aggiungerla, ma accertati piuttosto che la sua voce biografica contenga il template Bio e che i dati anagrafici siano correttamente compilati. Se il template Bio manca, inseriscilo tu stesso o, in alternativa, metti l'avviso {{tmp\|Bio}} che ne segnala la mancanza. Se i dati riportati sono sbagliati, correggi direttamente la voce biografica; le modifiche saranno visibili in questa lista entro pochi giorni. Per chiarimenti vedi il progetto biografie. La lista contiene solo le 502 persone che sono citate nell'enciclopedia e per le quali è stato implementato correttamente il template Bio. Pagina aggiornata al 13 lug 2025. |

## II secolo a.C.(1)
- 124 a.C. - Aspasine, principe persiano

## I secolo a.C.(1)
- 89 a.C. - Tito Didio, politico e militare romano

## VIII secolo(1)
- 786 - Al-Husayn b. 'Ali

## IX secolo(1)
- 888 - Remberto, monaco cristiano, arcivescovo e santo tedesco

## X secolo(1)
- 978 - Jaropolk I di Kiev, principe russo

## XII secolo(1)
- 1183 - Enrico d'Inghilterra, re (n. 1155)

## XIII secolo(9)
- 1216 - Enrico di Fiandra, imperatore
- 1225 - Sabrisho IV bar Qayyoma, vescovo cristiano orientale siro
- 1250 - Aleide di Schaerbeek, religiosa e mistica fiamminga
- 1267 - Parisio, religioso e santo italiano (n. 1160)
- 1289 - Guglielmo di Durfort, mercenario francese
- 1289 - Bonconte da Montefeltro, generale italiano
- 1289 - Guglielmino degli Ubertini, vescovo cattolico, politico e militare italiano
- 1289 - Guglielmo dei Pazzi di Valdarno, cavaliere medievale italiano
- 1298 - Iolanda di Polonia, principessa e religiosa ungherese (n. 1235)

## XIV secolo(6)
- 1304 - Alberto di Löwenstein-Schenkenberg, nobile austriaco
- 1323 - Bérenger de Frédol il Vecchio, cardinale e vescovo cattolico francese
- 1341 - Bolko II di Münsterberg, duca
- 1345 - Alessio Apocauco, politico e ammiraglio bizantino
- 1371 - Signorolo Omodei, giurista italiano (n. 1308)
- 1393 - Giovanni I di Borbone-La Marche, conte (n. 1344)

## XV secolo(10)
- 1419 - Rodolfo III di Sassonia-Wittenberg, duca (n. 1373)
- 1420 - Giovanni III di Norimberga, nobile tedesco (n. 1369)
- 1434 - Bernardo I di Brunswick-Lüneburg, nobile
- 1446 - Henry de Beauchamp, I duca di Warwick, conte (n. 1425)
- 1448 - Gianlucido Gonzaga, nobile e religioso italiano (n. 1421)
- 1450 - Stefano Bandelli, presbitero italiano (n. 1369)
- 1473 - Nikolaus Gerhaert, scultore olandese (n. 1420)
- 1478 - Ludovico III Gonzaga, nobile, condottiero e collezionista d'arte italiano (n. 1412)
- 1479 - Giovanni da San Facondo, presbitero spagnolo (n. 1430)
- 1488 - Giacomo III di Scozia, re scozzese

## XVI secolo(15)
- 1520 - Giampaolo Baglioni, nobile e condottiero italiano
- 1521 - Tamás Bakócz, cardinale e arcivescovo cattolico ungherese (n. 1442)
- 1540 - Georg von Speyer, esploratore tedesco (n. 1500)
- 1548 - Agostino Busti, scultore italiano (n. 1483)
- 1552 - Fortunato Martinengo Cesaresco, nobile e letterato italiano (n. 1512)
- 1557 - Giovanni III del Portogallo, re portoghese (n. 1502)
- 1560 - Maria di Guisa, nobildonna francese (n. 1515)
- 1560 - Sakuma Morishige, militare giapponese
- 1568 - Enrico V di Brunswick-Lüneburg, tedesco (n. 1489)
- 1569 - Volfango del Palatinato-Zweibrücken, nobile tedesco (n. 1526)
- 1572 - Asakura Kagetoshi, militare giapponese (n. 1505)
- 1573 - Leonardo Marini, arcivescovo cattolico e teologo italiano (n. 1509)
- 1587 - Hōjō Tsunashige, militare giapponese (n. 1515)
- 1587 - Ōtomo Sōrin, militare giapponese (n. 1530)
- 1591 - Martino Longhi il vecchio, architetto italiano (n. 1534)

## XVII secolo(16)
- 1601 - Francesca d'Orléans-Longueville, nobile francese (n. 1549)
- 1608 - Francesco Maria Tarugi, cardinale italiano (n. 1525)
- 1619 - Giovan Battista Trotti, pittore italiano (n. 1555)
- 1625 - Marco Corner, vescovo cattolico italiano (n. 1557)
- 1630 - Giovanni Francesco Anerio, compositore e musicista italiano (n. 1569)
- 1633 - Johannes Crell, teologo tedesco (n. 1590)
- 1658 - Domenico Carpinoni, pittore italiano (n. 1566)
- 1661 - Giorgio II d'Assia-Darmstadt, nobile (n. 1605)
- 1662 - John Drummond, II conte di Perth, nobile scozzese (n. 1584)
- 1665 - Kenelm Digby, filosofo, diplomatico e corsaro britannico (n. 1603)
- 1675 - Dorotea Maria di Sassonia-Weimar, nobile tedesca (n. 1641)
- 1676 - Lorentz Creutz, ammiraglio svedese (n. 1615)
- 1676 - Claes Uggla, ammiraglio svedese (n. 1614)
- 1680 - Félix Vialart de Herse, vescovo cattolico francese (n. 1613)
- 1695 - André Félibien, architetto e storico francese (n. 1619)
- 1698 - Balthasar Bekker, presbitero, filosofo e teologo olandese (n. 1634)

## XVIII secolo(28)
- 1709 - Marcello d'Aste, cardinale e arcivescovo cattolico italiano (n. 1657)
- 1712 - Luigi Giuseppe di Borbone-Vendôme, nobile e generale francese (n. 1654)
- 1717 - Louis de Carrières, biblista francese (n. 1662)
- 1722 - Abraham van Calraet, pittore olandese (n. 1642)
- 1724 - Ludovico Sabbatini, presbitero italiano (n. 1650)
- 1726 - Vincenzo Bacallar, ufficiale, storico e linguista spagnolo (n. 1669)
- 1727 - Giorgio I di Gran Bretagna, nobile (n. 1660)
- 1729 - José Gasch, religioso e arcivescovo cattolico spagnolo (n. 1653)
- 1732 - Adamo Francesco Carlo di Schwarzenberg, nobile e militare austriaco (n. 1680)
- 1733 - Jakob Hermann, matematico svizzero (n. 1678)
- 1735 - Agostino Pantò, teologo, oratore e giurista italiano (n. 1675)
- 1738 - Caspar Bartholin il Giovane, anatomista danese (n. 1655)
- 1744 - Louis Juchereau de Saint-Denis, esploratore francese (n. 1676)
- 1748 - Felice Torelli, pittore italiano (n. 1667)
- 1749 - Johann Bernhard Bach, compositore e organista tedesco (n. 1676)
- 1756 - César Chesneau Dumarsais, filosofo e grammatico francese (n. 1676)
- 1757 - Mattheus Terwesten, pittore e disegnatore olandese (n. 1670)
- 1763 - Camillo Paolucci, cardinale e arcivescovo cattolico italiano (n. 1692)
- 1767 - Leonard Schenck, incisore, disegnatore e editore olandese (n. 1696)
- 1768 - Anton Giorgio Clerici, nobile, generale e mecenate italiano (n. 1715)
- 1768 - Stefano Pozzi, pittore italiano (n. 1699)
- 1772 - Decio Frascadore, pittore italiano (n. 1691)
- 1774 - Emmerich Joseph von Breidbach zu Bürresheim, arcivescovo cattolico tedesco (n. 1707)
- 1775 - Egidio Romualdo Duni, compositore italiano (n. 1708)
- 1776 - Girolamo Vandelli, scienziato italiano (n. 1699)
- 1780 - Elia Vincenzo Buzzi, scultore italiano (n. 1708)
- 1782 - Juan de Torrezar Díaz Pimienta, generale spagnolo
- 1793 - William Robertson, storico, storiografo e teologo scozzese (n. 1721)

## XIX secolo(51)
- 1804 - Joannes-Henricus von Franckenberg, cardinale e arcivescovo cattolico tedesco (n. 1726)
- 1808 - Giovanni Battista Cirri, violoncellista e compositore italiano (n. 1724)
- 1825 - Daniel D. Tompkins, politico statunitense (n. 1774)
- 1828 - Bernardino Bollati, vescovo cattolico italiano (n. 1762)
- 1828 - Jacques Alexandre Law de Lauriston, generale francese (n. 1768)
- 1828 - Dugald Stewart, filosofo britannico (n. 1753)
- 1829 - Louis-Siffrein-Joseph de Salamon, vescovo cattolico e diplomatico francese (n. 1750)
- 1830 - Juan Agustín Maza, avvocato e politico argentino (n. 1784)
- 1833 - August Friedrich Wilhelm Crome, economista e statistico tedesco (n. 1753)
- 1835 - Pancrace Bessa, pittore, incisore e illustratore francese (n. 1772)
- 1839 - Regina Strinasacchi, violinista italiana
- 1842 - Jean-Victor Bertin, pittore francese (n. 1767)
- 1843 - Alexander John Forsyth, religioso scozzese (n. 1768)
- 1843 - Raffaele Liberatore, storico e filologo italiano (n. 1787)
- 1843 - Peter Wittgenstein, generale russo (n. 1769)
- 1845 - Karl Julius Perleb, botanico e naturalista tedesco (n. 1794)
- 1847 - Alfonso del Brasile, principe brasiliano (n. 1845)
- 1847 - Heinrich Joseph Baermann, clarinettista tedesco (n. 1784)
- 1847 - John Franklin, ufficiale, esploratore e scrittore britannico (n. 1786)
- 1850 - Juan Nepomuceno de Moncada, nobile e militare messicano (n. 1781)
- 1856 - Friedrich Heinrich von der Hagen, filologo tedesco (n. 1780)
- 1858 - Luisa Federica di Anhalt-Dessau, principessa (n. 1798)
- 1859 - Klemens von Metternich, nobile, diplomatico e politico austriaco (n. 1773)
- 1860 - François Justin, politico francese (n. 1796)
- 1860 - Baden Powell, matematico e religioso britannico (n. 1796)
- 1861 - Guglielmo Stefani, giornalista e scrittore italiano (n. 1819)
- 1864 - James Frederick Ferrier, filosofo scozzese (n. 1808)
- 1864 - Heinrich von Holleben, generale e scrittore prussiano (n. 1784)
- 1866 - Theodor Kotschy, botanico austriaco (n. 1813)
- 1868 - James Brooke, avventuriero e politico britannico (n. 1803)
- 1870 - Pierre Ravanas, imprenditore, mercante e agronomo francese (n. 1796)
- 1870 - William Gilmore Simms, scrittore, poeta e storico statunitense (n. 1806)
- 1873 - Giovanni Antonio Carbonazzi, politico italiano (n. 1792)
- 1875 - Harriet Forten Purvis, attivista statunitense (n. 1810)
- 1876 - Maria Rosa Molas y Vallvé, religiosa spagnola (n. 1815)
- 1877 - Luigi Castellani Fantoni, politico italiano (n. 1821)
- 1878 - Pietro Ayres, pittore italiano (n. 1794)
- 1878 - Carlo Desideri, scienziato italiano (n. 1840)
- 1879 - Guglielmo di Orange-Nassau, principe olandese (n. 1840)
- 1882 - Paola Frassinetti, religiosa e santa italiana (n. 1809)
- 1882 - Louis-Désiré Maigret, missionario e vescovo cattolico francese (n. 1804)
- 1885 - Amédée Courbet, militare francese (n. 1827)
- 1885 - Léon Renier, storico, bibliotecario e epigrafista francese (n. 1809)
- 1890 - Jane Hope-Vere, nobildonna inglese (n. 1821)
- 1891 - Barbara Bodichon, educatrice e artista britannica (n. 1827)
- 1892 - Giovanna Rossi-Caccia, soprano spagnolo (n. 1818)
- 1893 - Antonio Carvalho da Silva Porto, pittore portoghese (n. 1850)
- 1895 - Filippo Capone, politico italiano (n. 1821)
- 1895 - Daniel Kirkwood, astronomo e matematico statunitense (n. 1814)
- 1897 - Carl Remigius Fresenius, chimico tedesco (n. 1818)
- 1900 - David Ogilvy, XI conte di Airlie, nobile e ufficiale inglese (n. 1856)

## XX secolo(217)
- 1902 - Ali Muddat ibn al-Husayn, tunisino (n. 1817)
- 1903 - Alessandro I di Serbia, sovrano (n. 1876)
- 1903 - Draga Obrenović, sovrana serba (n. 1864)
- 1904 - Vincenzo Russo, paroliere e artigiano italiano (n. 1876)
- 1905 - Filippo Vivanet, architetto, archeologo e scrittore italiano (n. 1836)
- 1906 - Heinrich Hart, scrittore tedesco (n. 1855)
- 1907 - Arthur Ellis, generale inglese (n. 1837)
- 1908 - Gaston Boissier, latinista e storico francese (n. 1823)
- 1909 - Jacob Gordin, scrittore russo (n. 1853)
- 1909 - Frederick Haines, generale britannico (n. 1819)
- 1910 - Maria Schininà, religiosa italiana (n. 1844)
- 1911 - James Curtis Hepburn, missionario statunitense (n. 1815)
- 1912 - Léon Dierx, poeta francese (n. 1838)
- 1912 - Eugenio Ventura, politico e avvocato italiano (n. 1846)
- 1913 - Arnold Pagenstecher, medico e entomologo tedesco (n. 1837)
- 1913 - Mahmut Şevket Pascià, generale ottomano (n. 1856)
- 1914 - Adolfo Federico V di Meclemburgo-Strelitz, sovrano tedesco (n. 1848)
- 1915 - Ignazio Maloyan, arcivescovo cattolico armeno (n. 1869)
- 1915 - Léonard Melki, religioso libanese (n. 1881)
- 1915 - Eduard Riecke, fisico tedesco (n. 1845)
- 1915 - Leopold Sax, calciatore austriaco (n. 1881)
- 1916 - Ladislaus von Szögyény-Marich, diplomatico e politico austriaco (n. 1841)
- 1916 - Jean Webster, scrittrice statunitense (n. 1876)
- 1917 - George Baillie-Hamilton-Arden, XI conte di Haddington, nobile scozzese (n. 1827)
- 1923 - Giuseppe Di Rorai, militare italiano (n. 1895)
- 1923 - Gennaro Aspreno Galante, presbitero e storico italiano (n. 1843)
- 1924 - Théodore Dubois, compositore e organista francese (n. 1837)
- 1928 - Georges Michel, calciatore belga (n. 1898)
- 1929 - Gyula Andrássy il Giovane, nobile e politico ungherese (n. 1860)
- 1929 - Carlo Vittorio Cicarelli, politico e avvocato italiano (n. 1859)
- 1930 - Henry Clay Folger, imprenditore statunitense (n. 1857)
- 1930 - Emil Thuy, aviatore e ufficiale tedesco (n. 1894)
- 1931 - Franklin Henry Giddings, sociologo statunitense (n. 1855)
- 1932 - Domenico Ridola, medico, politico e archeologo italiano (n. 1841)
- 1933 - Hildegard Burjan, politica austriaca (n. 1883)
- 1933 - Ragnar Halvorsen, calciatore norvegese (n. 1893)
- 1933 - Claudio Treves, politico, giornalista e antifascista italiano (n. 1869)
- 1934 - Wilhelm Franz Meyer, matematico tedesco (n. 1856)
- 1934 - Lev Semënovič Vygotskij, psicologo e pedagogista sovietico (n. 1896)
- 1935 - Enrico Bosio, pastore protestante e teologo italiano (n. 1850)
- 1935 - Johannes Geffcken, filologo classico tedesco (n. 1861)
- 1935 - Pepi Lederer, attrice e giornalista statunitense (n. 1910)
- 1935 - Émilie Lerou, scrittrice e attrice teatrale francese (n. 1855)
- 1936 - Robert E. Howard, scrittore statunitense (n. 1906)
- 1937 - José Lacalle, clarinettista, compositore e direttore d'orchestra spagnolo (n. 1859)
- 1937 - Reginald Joseph Mitchell, ingegnere aeronautico britannico (n. 1895)
- 1938 - Mathilda Ranch, fotografa svedese (n. 1860)
- 1938 - Lajos Tihanyi, pittore e litografo ungherese (n. 1885)
- 1939 - Otto Wiegand, ginnasta e multiplista tedesco (n. 1875)
- 1940 - Eugenio Bergamasco, politico italiano (n. 1858)
- 1941 - Friedrich Roselius, imprenditore tedesco (n. 1876)
- 1941 - Česlav Genrichovič Sabinskij, regista cinematografico russo (n. 1885)
- 1941 - Karl Hermann Wolf, politico, editore e scrittore ceco (n. 1862)
- 1942 - Armando Albano, cestista brasiliano (n. 1909)
- 1942 - Michael Kitzelmann, militare tedesco (n. 1917)
- 1944 - Renato Berardinucci, partigiano italiano (n. 1921)
- 1944 - Vermondo Di Federico, militare e partigiano italiano (n. 1924)
- 1944 - Gertrud Grunow, cantante e pianista tedesca (n. 1870)
- 1944 - Vojtěch Preissig, pittore cecoslovacco (n. 1873)
- 1944 - Jože Srebrnic, politico e antifascista sloveno (n. 1884)
- 1944 - Harry Stevenson, giocatore di snooker inglese (n. 1874)
- 1944 - Teng Yu-hsien, musicista taiwanese (n. 1906)
- 1945 - Percy Sykes, generale, diplomatico e scrittore britannico (n. 1867)
- 1946 - Sidney Morgan, regista e sceneggiatore britannico (n. 1874)
- 1947 - Cosme Damião, calciatore e allenatore di calcio portoghese (n. 1885)
- 1947 - Carlo Maurizio Ruspoli di Poggio Suasa, militare e aviatore italiano (n. 1906)
- 1948 - Hugh M. Dorsey, politico e avvocato statunitense (n. 1871)
- 1949 - Andrija Hebrang, politico jugoslavo (n. 1899)
- 1949 - Harry Lambart, regista e attore irlandese (n. 1876)
- 1949 - Riccardo Roveda, militare e aviatore italiano (n. 1909)
- 1949 - Koçi Xoxe, generale e politico albanese (n. 1911)
- 1949 - Oton Župančič, poeta sloveno (n. 1878)
- 1950 - Joseph Collins, neurologo statunitense (n. 1866)
- 1951 - Takuma Nishimura, generale giapponese (n. 1889)
- 1951 - Lajos Tóth, militare e aviatore ungherese (n. 1922)
- 1952 - Jules Adler, pittore francese (n. 1865)
- 1952 - Pietro Calchi Novati, vescovo cattolico italiano (n. 1868)
- 1952 - Archibald Rawlings, calciatore inglese (n. 1891)
- 1953 - Joe Harris, attore statunitense (n. 1870)
- 1953 - Marcel Herrand, attore, regista e direttore teatrale francese (n. 1897)
- 1954 - André Poullain, calciatore francese (n. 1893)
- 1955 - Jean-Baptiste-Maximilien Chabalier, vescovo cattolico e missionario francese (n. 1887)
- 1955 - Walter Hampden, attore statunitense (n. 1879)
- 1955 - Pierre Levegh, pilota automobilistico francese (n. 1905)
- 1955 - Marcel Samuel-Rousseau, compositore, organista e direttore d'orchestra francese (n. 1882)
- 1956 - Corrado Alvaro, scrittore, giornalista e poeta italiano (n. 1895)
- 1956 - Frank Brangwyn, pittore, incisore e illustratore britannico (n. 1867)
- 1956 - Ralph Morgan, attore statunitense (n. 1883)
- 1956 - Frankie Trumbauer, sassofonista statunitense (n. 1901)
- 1957 - Hughie Gallacher, calciatore scozzese (n. 1903)
- 1957 - Vieri Nannetti, artista, scrittore e pittore italiano (n. 1895)
- 1958 - William Aalto, attivista statunitense (n. 1915)
- 1958 - Carlo Artuffo, attore italiano (n. 1885)
- 1958 - Gaston Barreau, calciatore e allenatore di calcio francese (n. 1883)
- 1958 - Clarence DeMar, maratoneta statunitense (n. 1888)
- 1958 - Robert Taylor Jones, politico statunitense (n. 1884)
- 1959 - Grantly Dick-Read, ginecologo britannico (n. 1890)
- 1963 - Christian Steinmetz, cestista statunitense (n. 1882)
- 1963 - Thích Quảng Đức, monaco buddhista vietnamita (n. 1897)
- 1963 - Charles Warren Thornthwaite, geografo e climatologo statunitense (n. 1899)
- 1964 - Plaek Phibunsongkhram, generale e politico thailandese (n. 1897)
- 1964 - Adelaide di Schleswig-Holstein-Sonderburg-Glücksburg, principessa (n. 1889)
- 1965 - José Mendes Cabeçadas, ammiraglio e politico portoghese (n. 1883)
- 1966 - Alfred Berger, pattinatore artistico su ghiaccio austriaco (n. 1894)
- 1966 - Thomas Hardie Chalmers, baritono, attore e regista statunitense (n. 1884)
- 1966 - Ethel Clayton, attrice statunitense (n. 1882)
- 1966 - Jimmy Davies, pilota automobilistico statunitense (n. 1929)
- 1966 - Wallace Ford, attore britannico (n. 1898)
- 1967 - Wolfgang Köhler, psicologo tedesco (n. 1887)
- 1967 - Eurith D. Rivers, politico statunitense (n. 1895)
- 1967 - Ernesto Ruffini, cardinale, arcivescovo cattolico e biblista italiano (n. 1888)
- 1968 - Riccardo De Sangro Fondi, velista italiano (n. 1879)
- 1968 - Louis Delfino, generale e aviatore francese (n. 1912)
- 1968 - Ivan Ribar, politico jugoslavo (n. 1881)
- 1969 - Guido Ferrando, anglista, filosofo e teosofo italiano (n. 1883)
- 1970 - Gaspar DiGregorio, criminale statunitense (n. 1905)
- 1970 - Aleksandr Fëdorovič Kerenskij, politico russo (n. 1881)
- 1970 - Frank Laubach, mistico e missionario statunitense (n. 1884)
- 1970 - Henri Lefèbvre, lottatore francese (n. 1905)
- 1970 - Giuseppe Ruotolo, vescovo cattolico italiano (n. 1898)
- 1970 - Frank Silvera, attore statunitense (n. 1914)
- 1971 - John W. Campbell, autore di fantascienza e curatore editoriale statunitense (n. 1910)
- 1971 - Jules Dewaquez, calciatore francese (n. 1899)
- 1971 - Pietro Quaroni, diplomatico italiano (n. 1898)
- 1972 - Abdelhamid Abdou, calciatore egiziano (n. 1905)
- 1972 - Evgenij Babič, hockeista su ghiaccio e calciatore sovietico (n. 1921)
- 1972 - Jo Bonnier, pilota automobilistico svedese (n. 1930)
- 1973 - Folke Rogard, scacchista e avvocato svedese (n. 1899)
- 1973 - Einar Vaage, attore norvegese (n. 1889)
- 1974 - Eurico Gaspar Dutra, generale e politico brasiliano (n. 1883)
- 1974 - Julius Evola, filosofo, pittore e poeta italiano (n. 1898)
- 1975 - Giovanni D'Alfonso, carabiniere italiano (n. 1930)
- 1975 - Apollo Granforte, baritono italiano (n. 1886)
- 1975 - Donald Oenslager, scenografo e docente statunitense (n. 1902)
- 1975 - Mary Ann Venables, schermitrice britannica (n. 1902)
- 1976 - Giovanni Barale, calciatore italiano (n. 1895)
- 1976 - Toots Mondt, wrestler statunitense (n. 1894)
- 1978 - Jānis Daliņš, marciatore lettone (n. 1904)
- 1978 - Bob Duffy, cestista statunitense (n. 1922)
- 1979 - Jean-Louis Bory, scrittore, giornalista e critico cinematografico francese (n. 1919)
- 1979 - Gianfranco Campestrini, pittore italiano (n. 1901)
- 1979 - Guido De Unterrichter, politico italiano (n. 1903)
- 1979 - Escodamè, artista italiano (n. 1905)
- 1979 - Loren Murchison, velocista statunitense (n. 1898)
- 1979 - Charles Riddy, canottiere canadese (n. 1885)
- 1979 - John Wayne, attore, produttore cinematografico e regista statunitense (n. 1907)
- 1980 - Wolfgang Ehrl, lottatore tedesco (n. 1912)
- 1980 - Frank Murphy, astista statunitense (n. 1889)
- 1980 - Ángel Sanz Briz, diplomatico spagnolo (n. 1910)
- 1980 - Michal Schmuck, pallanuotista cecoslovacco (n. 1909)
- 1980 - Giuseppe Valarioti, politico e attivista italiano (n. 1950)
- 1981 - Adolfo Giuntoli, calciatore italiano (n. 1913)
- 1981 - Matteo Rescigno, politico italiano (n. 1895)
- 1982 - Giovanni Manca, pugile e attore italiano (n. 1919)
- 1982 - Anatolij Alekseevič Solonicyn, attore sovietico (n. 1934)
- 1983 - Vinicio Viani, calciatore e allenatore di calcio italiano (n. 1913)
- 1984 - Enrico Berlinguer, politico italiano (n. 1922)
- 1984 - Sigge Fürst, attore svedese (n. 1905)
- 1984 - Matteo Schiavone, calciatore e allenatore di calcio italiano (n. 1900)
- 1985 - Mario Andreis, politico e antifascista italiano (n. 1907)
- 1985 - Pierre Tal-Coat, pittore francese (n. 1905)
- 1985 - James Moynagh, vescovo cattolico e missionario irlandese (n. 1903)
- 1985 - Augusto Murer, scultore, pittore e partigiano italiano (n. 1922)
- 1985 - Karen Ann Quinlan, statunitense (n. 1954)
- 1985 - Pedro Regueiro, calciatore spagnolo (n. 1909)
- 1986 - Chesley Bonestell, artista, pittore e illustratore statunitense (n. 1888)
- 1986 - Marcantonio Bragadin, ufficiale, saggista e sceneggiatore italiano (n. 1906)
- 1986 - Frank Cousins, sindacalista britannico (n. 1904)
- 1986 - Paolo Ghizzoni, vescovo cattolico italiano (n. 1912)
- 1987 - Joseph Salas, pugile statunitense (n. 1905)
- 1987 - Dan Vadis, attore e culturista statunitense (n. 1938)
- 1988 - Antonio Castelli, scrittore italiano (n. 1923)
- 1988 - Pietro Ebner, storico e numismatico italiano (n. 1904)
- 1988 - Gregorio Gómez, calciatore messicano (n. 1924)
- 1988 - Giuseppe Saragat, politico e diplomatico italiano (n. 1898)
- 1988 - Marianne Van Hirtum, scrittrice, pittrice e scultrice belga (n. 1935)
- 1989 - Jan Lapidoth, bobbista svedese (n. 1915)
- 1989 - Andrea Lazzarini, calciatore italiano (n. 1915)
- 1989 - Jack McMahon, cestista e allenatore di pallacanestro statunitense (n. 1928)
- 1990 - Vicente Aguirre, calciatore argentino (n. 1901)
- 1990 - Dmitrij Bal'termanc, fotoreporter sovietico (n. 1912)
- 1990 - Giuseppe Bolognesi, calciatore italiano (n. 1908)
- 1990 - Vaso Čubrilović, insegnante, scrittore e politico serbo (n. 1897)
- 1990 - Oldřich Nejedlý, calciatore cecoslovacco (n. 1909)
- 1990 - Ede Rökk, calciatore ungherese (n. 1911)
- 1992 - Serge Daney, critico cinematografico francese (n. 1944)
- 1992 - Josefa Goldar, attrice spagnola (n. 1905)
- 1992 - John Marsden Beaumont Jones, islamista e storico britannico (n. 1920)
- 1992 - Marjorie Newell Robb, statunitense (n. 1889)
- 1992 - Rafael Orozco Maestre, cantautore colombiano (n. 1954)
- 1992 - Luciano Vezzani, calciatore italiano (n. 1905)
- 1993 - Robaldo Morozzo della Rocca, architetto italiano (n. 1904)
- 1993 - Ray Sharkey, attore statunitense (n. 1952)
- 1994 - Herbert Anderson, attore statunitense (n. 1917)
- 1994 - Jerome Conn, medico statunitense (n. 1907)
- 1994 - Jack Hannah, animatore, sceneggiatore e regista statunitense (n. 1913)
- 1994 - Gaetano Pinto, calciatore italiano (n. 1913)
- 1994 - Giovanni Turba, velocista e mezzofondista italiano (n. 1905)
- 1995 - Thomas P. Cullinan, scrittore e sceneggiatore statunitense (n. 1919)
- 1995 - Oronzio De Nora, imprenditore e ingegnere elettrotecnico italiano (n. 1899)
- 1995 - Elsie Greeson, attrice statunitense (n. 1895)
- 1996 - Ulysses Dove, ballerino e coreografo statunitense (n. 1947)
- 1996 - Brigitte Helm, attrice tedesca (n. 1908)
- 1997 - Lütfiye Sultan, principessa ottomana (n. 1910)
- 1997 - Jakob Nirschl, bobbista tedesco (n. 1925)
- 1997 - Silvia Ruotolo, italiana (n. 1958)
- 1998 - Leo Buscaglia, docente e saggista statunitense (n. 1924)
- 1998 - Catherine Cookson, scrittrice inglese (n. 1906)
- 1998 - Alfons Jēgers, calciatore lettone (n. 1919)
- 1998 - Leopoldo Salcedo, attore e produttore cinematografico filippino (n. 1912)
- 1998 - Lucia Valentini Terrani, mezzosoprano e contralto italiano (n. 1946)
- 1999 - Gene Anderson, cestista statunitense (n. 1917)
- 1999 - Raphaël Jonckheere, ciclista su strada belga (n. 1927)
- 1999 - DeForest Kelley, attore statunitense (n. 1920)
- 2000 - Lew Gallo, attore, produttore televisivo e produttore cinematografico statunitense (n. 1928)
- 2000 - Karl-Heinz Holze, calciatore tedesco orientale (n. 1930)
- 2000 - Ruth Rubin, cantante e poetessa canadese (n. 1906)

## XXI secolo(143)
- 2001 - Dolores Abbiati, politica, sindacalista e partigiana italiana (n. 1927)
- 2001 - Pierre Étienne Louis Eyt, cardinale e arcivescovo cattolico francese (n. 1934)
- 2001 - Angelo Manna, giornalista, politico e storico italiano (n. 1935)
- 2001 - Timothy McVeigh, terrorista statunitense (n. 1968)
- 2001 - Bruno Mezzacapo, calciatore italiano (n. 1922)
- 2001 - Milan Pantić, giornalista serbo (n. 1954)
- 2001 - Paula Wiesinger, sciatrice alpina italiana (n. 1907)
- 2002 - Regīna Ezera, scrittrice lettone (n. 1930)
- 2002 - Folke Frölén, cavaliere svedese (n. 1908)
- 2003 - David Brinkley, giornalista statunitense (n. 1920)
- 2003 - Ilona Madary, ginnasta ungherese (n. 1916)
- 2003 - William Marshall, attore e regista statunitense (n. 1924)
- 2003 - Matt Mazza, cestista e allenatore di pallacanestro statunitense (n. 1923)
- 2003 - Virgil Mărdărescu, allenatore di calcio e calciatore rumeno (n. 1921)
- 2004 - Egon von Fürstenberg, principe e stilista tedesco (n. 1946)
- 2004 - Pakubuwono XII, sovrano indonesiano (n. 1925)
- 2004 - Michel Roche, cavaliere francese (n. 1939)
- 2004 - Xenofōn Zolōtas, economista greco (n. 1904)
- 2005 - Francesco Albanese, tenore e attore italiano (n. 1912)
- 2005 - Claudio Andreani, architetto e urbanista italiano (n. 1914)
- 2005 - José Beyaert, ciclista su strada francese (n. 1925)
- 2005 - Audrey Brown, velocista britannica (n. 1913)
- 2005 - Robert Clarke, attore statunitense (n. 1920)
- 2005 - Ghena Dimitrova, soprano bulgaro (n. 1941)
- 2005 - Vasco Gonçalves, politico e generale portoghese (n. 1921)
- 2005 - Juan José Saer, scrittore argentino (n. 1937)
- 2005 - Lon McCallister, attore statunitense (n. 1923)
- 2005 - Ron Randell, attore australiano (n. 1918)
- 2006 - James Ax, matematico statunitense (n. 1937)
- 2006 - Biagio Bobbio, calciatore italiano (n. 1920)
- 2006 - Neroli Fairhall, arciera neozelandese (n. 1944)
- 2006 - Rolande Falcinelli, organista, pianista e compositrice francese (n. 1920)
- 2006 - Suzanne Morrow, pattinatrice artistica su ghiaccio canadese (n. 1930)
- 2006 - Mike Quarry, pugile statunitense (n. 1951)
- 2007 - Carlo Carosso, pittore e scultore italiano (n. 1953)
- 2007 - Nathalie de Salzmann de Etievan, pedagogista georgiana (n. 1917)
- 2007 - Gyula Dobay, nuotatore ungherese (n. 1937)
- 2007 - Marina Dolfin, attrice italiana (n. 1930)
- 2007 - Jorge Escalante, nuotatore messicano (n. 1940)
- 2007 - Luciana Fittaioli, politica italiana (n. 1921)
- 2007 - Paulinho de Almeida, calciatore e allenatore di calcio brasiliano (n. 1932)
- 2007 - Mala Powers, attrice statunitense (n. 1931)
- 2008 - Ove Andersson, pilota di rally e dirigente sportivo svedese (n. 1938)
- 2008 - Reid Bryson, geologo, meteorologo e climatologo statunitense (n. 1920)
- 2008 - Brian Budd, commentatore televisivo e calciatore canadese (n. 1952)
- 2008 - Jean Desailly, attore francese (n. 1920)
- 2008 - Adam Ledwoń, calciatore polacco (n. 1974)
- 2008 - Ignazio Piussi, alpinista italiano (n. 1935)
- 2008 - Võ Văn Kiệt, politico vietnamita (n. 1922)
- 2009 - Frank James Low, fisico statunitense (n. 1933)
- 2009 - Vezio Melegari, scrittore e fumettista italiano (n. 1921)
- 2010 - Andrzej Piątkowski, schermidore polacco (n. 1934)
- 2010 - Giorgio Questa, organista italiano (n. 1929)
- 2011 - Ginette Catriens, modella francese (n. 1915)
- 2011 - Giorgio Celli, entomologo, etologo e politico italiano (n. 1935)
- 2011 - Pedro Espinoza, allenatore di pallacanestro venezuelano (n. 1934)
- 2011 - Gunnar Fischer, direttore della fotografia svedese (n. 1910)
- 2011 - Eliyahu M. Goldratt, fisico israeliano (n. 1947)
- 2011 - Kurt Nielsen, tennista danese (n. 1930)
- 2011 - Bruno Pilaš, calciatore jugoslavo (n. 1950)
- 2011 - Seth Putnam, cantante e polistrumentista statunitense (n. 1968)
- 2011 - Wolfgang Reinhardt, astista tedesco (n. 1943)
- 2012 - Patricia Donahue, attrice statunitense (n. 1925)
- 2012 - Ann Rutherford, attrice canadese (n. 1917)
- 2012 - Teófilo Stevenson, pugile cubano (n. 1952)
- 2012 - Luciana Viviani, partigiana e politica italiana (n. 1917)
- 2013 - Graziella Berti, archeologa italiana (n. 1929)
- 2013 - Robert Fogel, economista e storico statunitense (n. 1926)
- 2013 - Marino Fontana, ciclista su strada e dirigente sportivo italiano (n. 1936)
- 2013 - Julio Lafuente, architetto spagnolo (n. 1921)
- 2013 - Murray Mitchell, cestista e allenatore di pallacanestro statunitense (n. 1923)
- 2014 - Michael Braun, regista e sceneggiatore tedesco (n. 1930)
- 2014 - Horațiu Bădiță, nuotatore rumeno (n. 1976)
- 2014 - Michel Darbellay, alpinista svizzero (n. 1934)
- 2014 - Ruby Dee, attrice, attivista e sceneggiatrice statunitense (n. 1922)
- 2014 - Rafael Frühbeck de Burgos, direttore d'orchestra e compositore spagnolo (n. 1933)
- 2014 - Kōstas Mourouzīs, cestista e allenatore di pallacanestro greco (n. 1934)
- 2014 - Gilles Ségal, attore e drammaturgo rumeno (n. 1929)
- 2014 - Vital João Geraldo Wilderink, vescovo cattolico olandese (n. 1931)
- 2015 - Ornette Coleman, sassofonista e compositore statunitense (n. 1930)
- 2015 - Vittorio De Angelis, doppiatore, dialoghista e direttore del doppiaggio italiano (n. 1962)
- 2015 - Ian McKechnie, allenatore di calcio e calciatore scozzese (n. 1941)
- 2015 - Ron Moody, attore britannico (n. 1924)
- 2015 - Dusty Rhodes, wrestler statunitense (n. 1945)
- 2016 - Rudi Altig, ciclista su strada e pistard tedesco (n. 1937)
- 2016 - Trent Gardner, tastierista statunitense (n. 1961)
- 2016 - Paolo Leon, economista italiano (n. 1935)
- 2017 - Pasqualino Lorenzo Federici, politico italiano (n. 1941)
- 2017 - David Fromkin, avvocato e storico statunitense (n. 1932)
- 2017 - Geoffrey Rowell, vescovo anglicano e vescovo vetero-cattolico britannico (n. 1943)
- 2017 - Elaine Schreiber, atleta paralimpica e tennistavolista australiana (n. 1939)
- 2018 - Giuseppe Bussi, calciatore e allenatore di calcio italiano (n. 1921)
- 2018 - Giacomo Pezzotta, politico italiano (n. 1922)
- 2018 - Franco Rossetti, critico cinematografico, sceneggiatore e produttore cinematografico italiano (n. 1930)
- 2019 - Roberto Bailey, calciatore honduregno (n. 1952)
- 2019 - Carl Bertelsen, calciatore danese (n. 1937)
- 2019 - Domenico De Simone, politico italiano (n. 1926)
- 2019 - Yvan Delsarte, cestista belga (n. 1929)
- 2019 - Martin Feldstein, economista statunitense (n. 1939)
- 2019 - Gabe Grunewald, mezzofondista statunitense (n. 1986)
- 2019 - Peter Head, nuotatore britannico (n. 1935)
- 2019 - Enrico Nascimbeni, cantautore, giornalista e scrittore italiano (n. 1956)
- 2019 - Valeria Valeri, attrice e doppiatrice italiana (n. 1921)
- 2020 - Emmanuel Issoze-Ngondet, politico e diplomatico gabonese (n. 1961)
- 2020 - Earnie Killum, cestista statunitense (n. 1948)
- 2020 - Rodolfo Machado, attore argentino (n. 1934)
- 2020 - Dennis O'Neil, fumettista, scrittore e curatore editoriale statunitense (n. 1939)
- 2020 - Osvaldo Riva, calciatore italiano (n. 1937)
- 2020 - Rosa Maria Sardà, attrice e comica spagnola (n. 1941)
- 2020 - Cy Strulovitch, cestista canadese (n. 1925)
- 2020 - Elisabetta Viarengo Miniotti, incisore e pittrice italiana (n. 1937)
- 2020 - Eppie Wietzes, pilota automobilistico canadese (n. 1938)
- 2020 - Mel Winkler, attore e doppiatore statunitense (n. 1941)
- 2021 - Ivo Baldi Gaburri, vescovo cattolico italiano (n. 1947)
- 2021 - Jon Lukas, cantante e musicista maltese (n. 1948)
- 2021 - Enzo Musco, giurista italiano (n. 1944)
- 2021 - Luciano Pagliaro, magistrato e giudice italiano (n. 1939)
- 2021 - Paola Pigni, mezzofondista italiana (n. 1945)
- 2021 - Lucinda Riley, scrittrice e attrice nordirlandese (n. 1965)
- 2021 - Quarto Trabacchini, politico italiano (n. 1949)
- 2021 - Sara Wedlund, mezzofondista svedese (n. 1975)
- 2022 - Benjamin Anderson, giocatore di football americano statunitense (n. 1992)
- 2022 - Nicola Arena, mafioso italiano (n. 1937)
- 2022 - Mauro Bonanni, montatore italiano (n. 1948)
- 2022 - Bernd Bransch, calciatore tedesco orientale (n. 1944)
- 2022 - Hein Eersel, linguista e politico surinamese (n. 1922)
- 2022 - Aurelio Iacolenna, organista italiano (n. 1953)
- 2023 - Stanley Clinton Davis, politico britannico (n. 1928)
- 2023 - Jean Wicki, bobbista svizzero (n. 1933)
- 2024 - Simone D'Auria, architetto, artista e designer italiano (n. 1976)
- 2024 - Françoise Hardy, cantautrice, scrittrice e attrice francese (n. 1944)
- 2024 - Robert Hughes, allenatore di pallacanestro statunitense (n. 1928)
- 2024 - Tony Hunter, giocatore di football americano statunitense (n. 1960)
- 2024 - Bill Ligon, cestista statunitense (n. 1952)
- 2024 - Tony Lo Bianco, attore statunitense (n. 1936)
- 2024 - Tony Mordente, ballerino, coreografo e regista televisivo statunitense (n. 1935)
- 2024 - Dick Rosenthal, cestista e dirigente sportivo statunitense (n. 1930)
- 2024 - Cristino Seriche Bioko, politico equatoguineano (n. 1940)
- 2024 - Hans Rudolf Spillmann, tiratore a segno svizzero (n. 1932)
- 2024 - Giuseppe Tripaldi, giornalista italiano (n. 1942)
- 2025 - Ananda Lewis, modella e conduttrice televisiva statunitense (n. 1973)
- 2025 - Brian Wilson, cantautore, musicista e compositore statunitense (n. 1942)
- 2025 - Giorgio Zappa, dirigente d'azienda e dirigente pubblico italiano (n. 1945)

## Senza anno specificato(1)
- Andrea Sardos Albertini, pallavolista italiano (n. 1955)